# آنارشیسم سبز
آنارشیسم سبز یا اکو-آنارشیسم یک مکتب فکری منشعب از آنارشیسم با تأکید ویژه بر دغدغه‌های زیست‌محیطی است. نظریه آنارشیسم سبز، آنارشیسم را فراتر از نقد تعاملات میان انسان گسترش میدهد و شامل نقد تعاملات میان انسان و محیط زیست نیز می‌شود، آنارشیسم سبز در عمل اندیشه ای انقلابی است که نه‌تنها طالب آزادی نوع بشر است بلکه خواهان ایجاد آزادی برای انواع غیر بشری نیز است و هدف آن به وجود آوردن یک جامعه آنارشیست پایدار محیط زیستی است.
اندیشه‌های آنارشیست آمریکایی هنری دیوید تورو در کنار افرادی چون لئو تولستوی و الیزه رکلو بیشترین تأثیر را در شکل‌گیری و تکامل آنارشیسم سبز داشت. آنارشیسم سبز به‌طور طبیعی اصول خود را فراتر از مناسبات انسانی تعریف می‌کند و روابط میان موجودات انسانی و غیرانسانی را در نظر می‌گیرد. از نگاه آنارشیست‌های سبز، یک کنش انقلابی به آزادی نوع بشر تقلیل پیدا نمی‌کند بلکه رهایی دیگر گونه‌های غیرانسانی را نیز در برمی‌گیرد؛ و این هدف از راه ساخت یک جامعه آنارشیستی پایا و زیست‌محیط محور به دست خواهد آمد.
در اواخر قرن نوزدهم، از تلفیق مکاتب آنارشیسم و طبیعیت‌گرایی در محافل آنارشیسم فردگرا در فرانسه، اسپانیا، کوبا و پرتغال، مکتب آنارکو-ناتوریسم پدید آمد. از مهم‌ترین جریان‌های معاصر که به نوعی آنارشیسم سبز به حساب می‌آیند می‌توان به آنارشیست‌های بدوی‌گرا و بوم‌شناسی اجتماعی همچنین آنارکو ویگانن‌ها اشاره داشت. تعدادی از متفکران به نام این تفکر شامل آنارشیست‌های بدوی‌گرا می‌شوند که فناوری را مورد نقد قرار داده و بیان می‌دارند که آنارشیسم از راه خروج از مناسبات تمدن‌محور حاصل خواهد شد. همچنین آنارکو ویگان اعتقاد دارند رهایی انسان و حیوانات جدایی ناپذیر هستند؛ و در نهایت اینکه به عقیده بوم‌شناسی اجتماعی، غلبه طبقاتی انسان بر طبیعت ریشه در غلبه طبقاتی انسان بر انسان دارد.